# Kanton Sèvres
Der Kanton Sèvres war von 1793 bis 2015 ein französischer Wahlkreis im Arrondissement Boulogne-Billancourt, im Département Hauts-de-Seine und in der Region Île-de-France.
Der Kanton war identisch mit der Stadt Sèvres.

## Bevölkerungsentwicklung
| 1962   | 1968   | 1975   | 1982   | 1990   | 1999   | 2008   |
| ------ | ------ | ------ | ------ | ------ | ------ | ------ |
| 20.129 | 20.083 | 21.149 | 20.208 | 21.990 | 22.534 | 23.122 |